# Драгомир, Дана
Дана Драгомир (рум. Dana Dragomir, родилась 22 июля 1964 года в Бухаресте), также известная как Пандана (англ. Pandana) — румынская и шведская флейтистка (играет на пан-флейте), композитор. Известна благодаря инструментальной версии песни Mio My Mio авторства Бенни Андерссона и Бьорна Ульвеуса. Первая в мире профессиональная панфлейтистка. Музыкальный стиль представляет смешение поп-музыки, world music и музыки new age. Благодаря нескольким успехам альбомов стала одной из знаменитых артисток Швеции, цитировалась как самый продаваемый артист; первая мультиинструменталистка, попавшая в шведский радиочарт Svensktoppen.

## Биография
Окончила музыкальную школу Дину Липатти в Бухаресте, выступала с 1980 года. В 1985 году уехала из Румынии в Лас-Вегас, получив трёхлетний контракт на запись дисков и выступления; Секуритате требовала от Даны стать осведомителем в обмен на возможность выехать за границу, однако Дана отказалась от сотрудничества, из-за чего родители лишились работы. В Румынию вернулась в 1990 году после свержения коммунистов; в США осталась недовольна развитием своей музыкальной карьеры, позже переехала в Швецию.
В 1991 году состоялся прорыв Даны на музыкальной сцене, когда вышла инструментальная кавер-версия песни Mio My Mio из одноимённого фильма 1987 года, записанной Бенни Андерссоном и Бьорном Ульвеусом. Эта композиция занимала 10 недель место в чарте Svensktoppen, даже попав на первое место.
Супруг — менеджер Даны Клас Бурлинг, теле- и радиоведущий, который пригласил в 1963 году «Beatles» в Швецию. Дочь — Александра (родилась 16 августа 1994 года). Проживают в стокгольмском районе Эстермальм.

## Дискография

### Альбомы
| Год  | Альбом                                        | Топовая позиция | Топовая позиция | Топовая позиция | Сертификаты (SWE) |
| Год  | Альбом                                        | SWE             | NOR             | DEN             | Сертификаты (SWE) |
| ---- | --------------------------------------------- | --------------- | --------------- | --------------- | ----------------- |
| 1987 | Från Orup till Bellman feat. Merit Hemmingson | —               | —               | —               |                   |
| 1989 | Merry Christmas                               | —               | —               | —               |                   |
| 1991 | Fluty Romances                                | 26              | —               | —               | Золотой           |
| 1992 | Demiro                                        | 28              | —               | —               | Gold              |
| 1995 | Panflöjts favoriter (feat. Георге Замфир)     | 21              | —               | —               |                   |
| 1996 | Pandana издан EMI Electrola                   | 41              | —               | —               |                   |
| 1997 | Traditional                                   | —               | —               | —               |                   |
| 1999 | Favoriter                                     | —               | —               | —               |                   |
| 2000 | Pan Is Alive And Well                         | 40              | —               | —               |                   |
| 2007 | Älskade svenska visor                         | 22              | —               | —               |                   |
| 2011 | The best of me                                | 20              | —               | —               |                   |
| 2014 | Frost                                         | —               | —               | —               |                   |

"—" означает, что альбом не попал в чарт или не издавался в стране.

### Список песен
Дана Драгомир является автором следующих песен и инструментальных композиций, в создании которых участвовали музыканты Пер Андерассон, Амадин, Петер Грёнвалль и Ренате Кумерфильд):
- 1992 — Into The Light (собственное, альбом Demiro)[16]
- 1991 — The Song of Iancu Jianu (при участии Пера Андерассона, альбом Fluty Romances)[17]
- 1991 — Cries of Beirut (при участии Пера Андерассона, альбом Fluty Romances)[17][18]
- 1991 — Firutza (при участии Пера Андерассона, альбом Fluty Romances)[17]
- 1991 — Ah, IA zein (при участии Пера Андерассона, альбом Fluty Romances)[17]
- 1995 — Marmarooni (при участии Ренате Кумерфильд, сингл Pandana is Dana Dragomir)[12]
- 1995 — December 7 (при участии Амадин, Cheiron Studios, альбом Pandana)[12]
- 1995 — Ote'ae (при участии Ренате Кумерфильд, альбом Pandana)[12]
- 1995 — Whispering Waves (при участии Пера Магнуссона[англ.], Cheiron Studios, альбом Pandana)[12]
- 1995 — Rich and Poor (альбом Pandana)[12]
- 1995 — Imagination (при участии Юнаса Берггрена)[12]
- 1995 — One man woman (при участии Амадин, Cheiron Studios, альбом Pandana)[12]
- 1999 — Pan is alive (при участии Петера Грёнвалля, альбом Pan is alive and well)[13]
- 1999 — Salomeia (при участии Петера Грёнвалля, альбом Pan is alive and well)[13]
- 1999 — Complaint (при участии Петера Грёнвалля, альбом Pan is alive and well)[13]

## Награды
- Шведская премия Grammis, номинация 1990 года (с Мерит Хеммингсон)[19]